# Euroschinus
Genre
Euroschinus est un genre de plantes dicotylédones de la famille des Anacardiaceae.

## Liste des espèces
Selon GBIF (5 septembre 2023) :
- Euroschinus aoupiniensis Hoff ;
- Euroschinus elegans Engl ;
- Euroschinus falcatus Hook.fil. ;
- Euroschinus jaffrei Hoff ;
- Euroschinus obtusifolius Engl. ;
- Euroschinus papuanus Merr. & L.M.Perry ;
- Euroschinus rubromarginatus Baker fil. ;
- Euroschinus verrucosus Engl. ;
- Euroschinus vieillardii Engl.

## Systématique
Le nom correct complet (avec auteur) de ce taxon est Euroschinus Hook.f..
La description de ce genre a été faite par Joseph Dalton Hooker dans une publication coécrite avec George Bentham.
Euroschinus a pour synonyme Euroschninus J.D.Hooker, 1862.

## Publication originale
- (en) G. Bentham et J. D. Hooker, Genera plantarum ad exemplaria imprimis in herbariis kewensibus servata definita, Londres, 1862 (OCLC 8798919, BNF 37275936, DOI 10.5962/BHL.TITLE.747, lire en ligne)..